# Локуста
Локуста (померла у 69 році) — давньоримська отруйниця, діяла в останні два правління династії Юліїв-Клавдіїв. Їй приписують причетність до вбивств Клавдія і Британніка. Вона була улюбленицею імператора Нерона. За його правління навчала інших отруйників на його службі.

## Першоджерела
Історія Локусти описана стародавніми істориками Тацитом (Аннали 12.66 і 13.15), Светонієм (Життя Нерона, 33 і 47) і Кассієм Діоном (61.34 і 63.3). Ювенал також згадує Локусту у Сатирах в книзі 1, рядок 71.

## Біографія
Вважається, що Локуста родом із Галлії.
Вона служила експерткою з отрут при імператриці Агрипині Молодшій. Згідно з деякими істориками, у 54 році нашої ери Агрипина наказала Локусті доставити отруту для вбивства її чоловіка Клавдія. Отрута була посипана на гриби, які приніс імператору його дегустатор Галот; коли ця отрута виявилася неефективною, лікар Гай Стертиній Ксенофонт убив Клавдія за допомогою отруєного пера, яке нібито поклав йому в горло, щоб викликати блювоту.
Кажуть, вона порадила Агрипині використати як отруту беладону (Atropa belladonna). Екстракти беладони застосовували при отруєннях з давніх часів, оскільки рослина та її плоди містять тропанові алкалоїди (в першу чергу гіосціамін і скополамін).
У 55 році нашої ери, коли Локуста була у в'язниці, син Агрипини, імператор Нерон, запросив Локусту приготувати отруту, щоб убити сина Клавдія Британніка. Але ця отрута була дуже слабкою, тому Нерон власноруч відшмагав Локусту і погрожував їй негайною стратою. Після того вона застосувала отруту більш швидкої дії, яка мала успіх. Нерон винагородив Локусту повним прощенням і великими маєтками, куди посилав учнів навчатися її ремеслу.
Після самогубства Нерона Локусту засудив до смерті імператор Гальба. Разом із фаворитами Нерона Гелієм, Патробієм, Нарцисом та «іншими покидьками, які вийшли на вершину за часів Нерона», її в ланцюгах водили по місту, а потім стратили.

## Пам'ять
Ювенал згадує про неї в одній зі своїх Сатир, описуючи отруйницю вправнішу, ніж Локуста.
У романі «Граф Монте-Крісто» (1844) Олександра Дюма отруйницю мадам де Вільфор порівнює із Локустою. Розділ 101 має назву «Локуста».
Локуста була однією із персонажів історичного фільму «Людство крізь віки» (1908) режисера Жоржа Мельєса. Фільм був епізодичним зображенням жорстокості людства протягом його історії, а зображені історичні епізоди стосувалися братовбивств, вбивств, релігійних переслідувань, фізичного насильства та публічного приниження, в'язниць і страт ув'язнених, тортур і жорстоких злочинців.
Німий короткометражний фільм «Les fils de Locuste» (Сини Локусти) зняли у Франції в 1911 році.
Локуста з'являється як персонаж в серії «Римляни» серіалу «Доктор Хто» 1965 року. Її роль грає Енн Тірард. Описана як «офіційна отруйниця при дворі Цезаря Нерона».
Гурт Macabre включив пісню під назвою «Locusta» у свій альбом Grim Scary Tales 2011 року. У пісні вона описана як одна з перших в історії серійних вбивць, яку найняла Агрипина, щоб убити Клавдія та Британіка. Пісня закінчується тим, що Локусту страчують у Великому цирку, коли її зґвалтував дресирований жираф, а потім розтерзали дикі тварини.
Locusta виступає як слуга класу Assassin у мобільній грі Fate/Grand Order, доданій у квітні 2023 року.